# 岡山県立琴浦高等学校
岡山県立琴浦高等学校（おかやまけんりつ ことうらこうとうがっこう）は、岡山県倉敷市児島に存在した県立の高等学校である。

## 沿革
- 1936年（昭和11年） 岡山県児島商業学校として開校。
- 1943年（昭和18年） 岡山県琴浦商業学校と改称。
- 1944年（昭和19年） 岡山県琴浦工業学校を併設。
- 1946年（昭和21年） 岡山県琴浦工業学校を廃止。
- 1948年（昭和23年） 岡山県立琴浦高等学校と改称。
- 1949年（昭和24年） 岡山県立児島高等学校と統合し、岡山県立南海高等学校琴浦校舎となる。
- 1950年（昭和25年） 定時制（家庭課程）を廃止し、夜間定時制（商業課程）を併設。
- 1953年（昭和28年） 南海高校を廃止し、琴浦高校として再分離。
- 1963年（昭和38年） 家庭科を家政科に変更。
- 1973年（昭和48年） 家政科を募集停止。
- 2001年（平成13年） 併置校の倉敷市立南海高等学校が倉敷市立児島第一高等学校と統合。
- 2003年（平成17年）児島高校と統合して岡山県立倉敷鷲羽高等学校を新設開校。